# Chiesa di Santa Maria del Castagneto
La chiesa di Santa Maria del Castagneto, originariamente abbazia benedettina, è uno fra i più antichi edifici sacri di Cusano Mutri.

## Storia
L'attuale architettura religiosa, secondo alcune ipotesi, sarebbe stata costruita su di una struttura di età sannita. A conforto di tale tesi vi sono: la scoperta alla base delle fondazioni di un impianto murario non attribuibile alla tipologia edilizia cristiana; il ritrovamento di una sepoltura militare sannita durante i lavori eseguiti nel 1955; l'orientamento della facciata verso oriente.
La chiesa venne costruita pochi anni dopo la conversione al cattolicesimo di Teodorata, moglie di Romualdo I di Benevento, duca longobardo nel 686.
Alla chiesa venne presto annesso un monastero di Benedettini grazie al quale conobbe un lungo periodo di splendore nonostante i vari tentativi di usurpazione avuti durante l'occupazione saracena ed ancora nel 1053 e nel 1059 quando un presbitero, con l'appoggio dei feudatari locali, si autoproclamò abate ottenendo così la scomunica di Papa Leone IX.
Le numerose proprietà fondiarie avevano accresciuto la potenza della struttura che nel 1342 ottenne con bolla di Papa Clemente VI il riconoscimento di diversi privilegi come quello della concessione di quaranta giorni di indulgenza ai fedeli durante alcune ricorrenze particolari. Ma proprio in questo periodo iniziò un lento declino dovuto allo spopolamento di Santa Maria e al trasferimento dei suoi abitanti in Cusano, essendo posto in luogo più sicuro e difeso da mura.

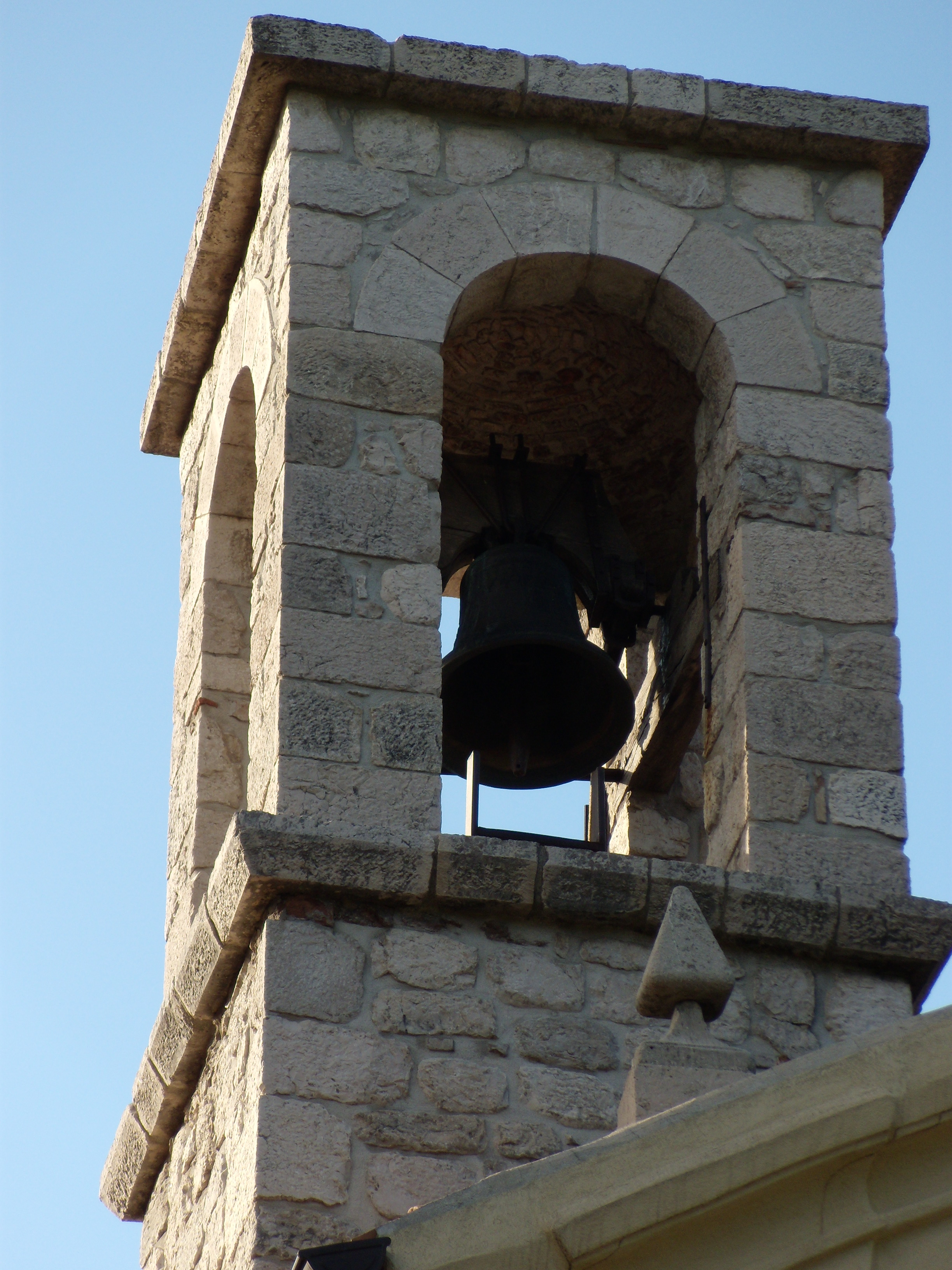
Particolare del campanile

A cavallo fra il XVI ed il XVII secolo il monastero risultò essere abbandonato e la chiesa perse così la sua secolare autonomia diventando un semplice edificio di culto rurale alle dipendenze della Parrocchiale di San Nicola.

## Descrizione
La chiesa è preceduta da una zona verde dove sono piantati alcuni alberi di castagni che danno il nome all'edificio di culto. Nel muro in cemento armato che cinge quest'area a nord sono stati inglobati alcuni reperti lapidei recuperati durante i lavori di restauro di alcuni anni fa e consistenti in resti di epigrafi e in bassorilievi.
La facciata, molto semplice e avente come decorazione solo due lesene in stucco, è affiancata da un edificio dal quale parte il piccolo campanile ottocentesco in pietra locale.
L'interno, oggi ad una sola navata, era originariamente molto più ampio: la navata a destra crollò a seguito del terremoto del 1349 mentre l'altra navata, nei lavori di restauro del 1755, venne chiusa e divisa in stanze.
La volta a botte attuale è stata ricostruita alla fine del XIX secolo.
Sull'altare maggiore è una scultura romanico-bizantina di antica fattura.